# Garbh Eileach
Garbh Eileach es una isla deshabitada, localizada en el grupo de las Hébridas Interiores, en la costa oeste de Escocia. Es la isla más grande del grupo de las Garvellachs y se encuentra en aguas del Firth of Lorn, entre la isla de Mull y la isla de Argyll.
- Datos: Q217062
- Multimedia: Garbh Eileach / Q217062